# J'ai perdu mon corps
J'ai perdu mon corps és una pel·lícula francesa d'animació digital, dirigida per Jérémy Clapin i basada en la novel·la Happy Hand de Guillaume Laurant.
Va ser estrenada el 17 de maig de 2019 al Festival de Canes, on va obtenir el premi de la Setmana Internacional de la Crítica. També ha obtingut premis com un Premi Annie a la millor pel·lícula independent; un Premi de Cristall al millor llargmetratge al Festival Internacional de Cinema d'Animació d'Annecy i una nominació als Premis Oscar a la categoria de millor pel·lícula d'animació.

## Sinopsi
Una mà amputada s'escapa del laboratori d'un hospital parisenc per a retrobar-se amb el cos del jove a qui pertanyia, en Naoufel. Quan era petit, aquest vivia despreocupat i somiava amb ser pianista o astronauta, però la mort dels seus pares en un accident de trànsit el va obligar a mudar-se amb el seu tiet i el seu cosí, els quals viuen als suburbis de Paris.
Al fer-se gran, en Naoufel treballa com a repartidor de pizza sense cap aspiració a la vida fins que coneix la Gabrielle, una noia a qui li entrega la comanda amb retard. Tot i que mai s'arriben a veure les cares, la conversa que mantenen a través del porter electrònic el porta a voler conèixer-la millor. Durant els dies següents, aconsegueix posar-se en contacte amb ella gràcies al fuster Gigi, qui tot i tenir una malaltia terminal l'accepta com a aprenent. I tot i que en Naoufel finalment acaba acostant-se a la Gabrielle, no revela qui és realment.
El guió del film intercala les aventures de la mà amputada amb la vida d'en Naoufel, fins que ambdues històries s'encreuen en el fatal accident que desencada l'amputació.

## Història
J'ai perdu mon corps és el debut com a director de cinema de l'animador Jérémy Clapin. Abans de dedicar-se al món del cinema havia fet anuncis per a la televisió i tres curtmetratges animats: Une histoire vertébrale (2006); Skhizein (2009), nominat als Premis César, i Palmipedarium (2012). Aquest últim va cridar l'atenció de la crítica especialitzada pel seu ús del sistema operatiu Blender per a animacions digitals.
Després d'haver vist el seu treball a Palmipedarium, el productor Marc du Pontavice, fundador de l'estudi d'animació Xilam, va contactar amb Clapin per a fer una pel·lícula que estaria basat en l'obra Happy Hand de Guillaume Laurant, conegut per haver escrit el guió d'Amélie. Clapin va assumir la direcció i va col·laborar amb Laurant en l'adaptació del guió.
L'estudi va presentar el film al Festival de Canes de 2019 i va obtenir el premi de la Setmana Internacional de la Crítica, convertint-se en la primera pel·lícula d'animació a aconseguir-ho. Després d'aquest èxit, Netflix va obtenir els drets de distribució mundial excloent Francia, Benelux, Turquia i Xina. J'ai perdu mon corps es va estrenar als cinemes de França a principis de novembre de 2019 i a finals del mateix mes a nivell mundial gràcies a la plataforma d'streaming.

## Producció
J'ai perdu mon corps es va fer emprant animació digital amb aspecte bidimensional.
Tota l'animació computada es va dur a terme amb Blender, un software lliure de gràfics 3D que Clapin havia utilitzat anteriorment al seu curt Palmipedarium (2012). Després de fer les animacions tridimensionals dels personatges, l'estudi els aplicava un entorn bidimensional amb l'eina Grease Pencil, integrada a Blender, al qual posteriorment se li afegien altres detalls. L'elecció d'aquest sistema facilitava també les animacions de la mà.
El procés de layout es va dur a terme des dels estudis de Xilam, a Paris; després es reenviava amb instruccions a l'estudi extern Gao Shan de l'Illa de la Reunió, que polia el procés d'animació digital i després es tornava a enviar a l'estudi de Xilam a Lió per a ajustar detalls. Tota la postprodució es va fer des dels estudis centrals de Paris.

## Compartir
| Personatge | Actor original (França) | Actor de doblatge (Espanya) | Actor de doblatge (Estats Units) |
| ---------- | ----------------------- | --------------------------- | -------------------------------- |
| Naoufel    | Hakim Faris             | Marcel Navarro              | Dev Patel                        |
| Gabrielle  | Victoire Du Bois        | Lourdes Fabrés              | Alia Shawkat                     |
| Gigi       | Patrick d'Assumçao      | Francesc Belda              | George Wendt                     |
| Raouf      | Bellamine Abdelmalek    | Alberto Mieza               | Jonny Mars                       |

## Llançament
Després de la seva estrena al Festival de Canes, Netflix va adquirir els drets de distribució mundial del film, sense incloure França, Turquia, Xina i la regió del Benelux. Netflix va estrenar la pel·lícula als cinemes d'alguns països durant el 29 de novembre de 2019, fins i tot als Estats Units el 15 de novembre i al Regne Unit el 22 de novembre.